# Héros grec avec enfant
Le Héros grec avec enfant, aussi connu comme le Groupe statuaire représentant Néoptolème et Astyanax, est une sculpture en marbre d'époque romaine datant du début du IIIe siècle et conservée au musée archéologique national de Naples.

## Histoire
Le groupe sculpté a été trouvé lors des fouilles des thermes de Caracalla à Rome ; il a d'abord été exposé dans la cour du palais Farnèse. Puis, lorsqu'à la demande de Ferdinand IV de Bourbon, le transfert de la collection Farnèse à Naples, commencé par Charles de Bourbon quelques décennies auparavant, a été achevé en 1787, le groupe a été transféré à Naples, capitale du royaume, et placé dans la villa Reale, où se trouvaient déjà d'autres sculptures romaines. 
En 1826, la sculpture a été définitivement transférée au musée archéologique de Naples, où elle est toujours exposée.

## Description
La statue est le fruit d'importants travaux de restauration réalisés sous l'ère des Bourbon-Siciles, surtout pour les têtes des personnages. Pour cette raison, l'attribution certaine de la scène est encore sujette à interprétation.
Il s'agit certainement d'un guerrier grec tenant un enfant nu, et maintenant sans vie. Le regard du guerrier impitoyable et la fierté avec laquelle il défend le cadavre suggère qu'il a tué le garçon. Cependant, les sujets pouvaient se référer à plusieurs personnages : Néoptolème, fils d'Achille, lorsqu'il a tué le petit Astyanax ; ou Achille et Troïlos ; ou encore Athamas et Leandre.